# Doclisboa
O Doclisboa é o mais antigo festival de cinema em Portugal exclusivamente dedicado ao documentário. O festival acontece desde 2004 em Lisboa no mês de outubro. Em 2022, a 20ª edição do festival decorrerá entre 6 e 16 de Outubro e terá lugar no Cinema São Jorge, na Cinemateca Portuguesa, no Cinema Ideal e na Culturgest.
A sua organização está ao cargo da Apordoc - Associação pelo Documentário. 
O Doclisboa trouxe a Lisboa cineastas como Avi Mograbi (Israel), Rithy Panh (Cambodja), Nicolas Philibert (França), Elia Suleiman (Palestina), Mercedes Álvarez (Espanha), Ross McElwee (EUA.), Amos Gitaï (Israel), Vittorio de Seta (Itália),  Alex Gibney (EUA.), Jan Troell (Suécia), João Moreira Salles (Brasil), Lech Kowalski, Margreth Olin (Noruega) e Sandrine Bonnaire (França).

## História

### Edições Passadas
2021
A 19ª edição do festival decorreu entre 21 e 31 de Outubro, com as secções e competições habituais, tendo apresentado Landscapes of Resistance, de Marta Popivoda, na abertura, e The Tale of King Crab, de Alessio Rigo de Righi e Matteo Zoppis, no encerramento. O vencedor do Grande Prémio da Competição Internacional foi o filme 918 Nights, de Arantza Santesteban, enquanto que Distopia, de Tiago Afonso, recebeu o principal prémio da Competição Portuguesa. Foram ainda realizadas duas retrospectivas de homenagem às cineastas Cecilia Mangini e Ulrike Ottinger.
Palmarés 2021
| Competição               | Prémio                                                             | Filme | País de produção                   |
| Competição Internacional | Grande Prémio Cidade de Lisboa                                     | 918 Nights, de Arantza Santesteban                                                                            | Espanha                            |
| ------------------------ | ------------------------------------------------------------------ | --- | ---------------------------------- |
| Competição Internacional | Prémio Canon do Júri                                               | O Lugar Mais Seguro do Mundo, de Aline Lata e Helena Wolfenson                                                | Brasil                             |
| Competição Internacional | Menção Honrosa                                                     | Public Library, de Clément Abbey                                                                              | Bélgica, França                    |
| Competição Nacional      | Prémio HBO Portugal para Melhor Filme                              | Distopia, de Tiago Afonso                                                                                     | Portugal                           |
| Competição Nacional      | Prémio SPA do Júri                                                 | Meio Ano-Luz, de Leonardo Mouramateus                                                                         | Portugal, Brasil                   |
| Competição Nacional      | Prémio Escolas ETIC                                                | Distopia, de Tiago Afonso                                                                                     | Portugal                           |
| Verdes Anos              | Prémio ADU para Melhor Filme                                       | Late August, de Federico Cammarata, Filippo Foscarini                                                         | Itália                             |
| Verdes Anos              | Prémio especial do júri                                            | The Rex Will Sail In, de Josip Lukic                                                                          | Croácia                            |
| Verdes Anos              | Prémio Especial Irmalucia do Júri                                  | In Spite of Ourselves, de Olatz Ovejero, Clara López, Aurora Báez and Sebastián Ramírez                       | Espanha                            |
| Verdes Anos              | Prémio Pedro Fortes para Melhor Filme Português                    | Meia-Luz, de Maria Patrão                                                                                     | Portugal                           |
| Verdes Anos              | Menção Honrosa do Prémio Pedro Fortes para Melhor Filme Português  | Fora da Bouça, de Mário Veloso                                                                                | Portugal                           |
| Prémios transversais     | Prémio Fernando Lopes para melhor primeiro filme                   | Sounds of Weariness, de Taymour Boulos                                                                        | Líbano, Bélgica, Portugal, Hungria |
| Prémios transversais     | Prémio Revelação Canais TVCine para Melhor Primeira Longa-Metragem | You Are Ceausescu to Me, de Sebastian Mihăilescu                                                              | Roménia                            |
| Prémios transversais     | Menção Honrosa                                                     | The Spark, de Valeria Mazzucchi, Antoine Harari                                                               | Suíça, França, Itália              |
| Prémios transversais     | Prémio Volvo para Melhor Curta-Metragem                            | Gargaú, de Bruno Ribeiro                                                                                      | Brasil                             |
| Prémios transversais     | Menção Honrosa                                                     | Avenuers (ep. 3), de Roberto Santaguida                                                                       | Canadá                             |
| Prémios transversais     | Prémios Lugares de Trabalhos Seguros e Saudáveis                   | Yoon, de Pedro Figueiredo Neto, Ricardo Falcão                                                                | Portugal                           |
| Prémios transversais     | Prémio do Público                                                  | Alcindo, de Miguel Dores                                                                                      | Portugal                           |
| Prémios transversais     | Prémio Prática, Tradição e Património                              | Nūhū Yãg Mū Yõg Hãm: Essa Terra é Nossa!, de Isael Maxakali, Sueli Maxakali, Carolina Canguçu, Roberto Romero | Brasil                             |

2020/21
O 18º Doclisboa decorreu entre 22 de Outubro e 10 de Maio, com uma semana de programação em cada mês. Entre Janeiro e Abril, a programação decorreu em formato online. A par da programação, o festival apresentou a Retrospectiva A viagem Permanente – O cinema Inquieto da Geórgia.
A abertura ficou a cargo de Nheengatu - A Língua da Amazônia, do português José Barahona. O festival terminou com a projecção de Paris Calligrammes, da cineasta alemã Ulrike Ottinger.

#### 2019
Em 2019 o festival abriu com Longa Noite de Eloy Enciso e encerrou com Technoboss, uma produção da O Som e a Fúria realizada por João Nicolau. O grande prémio da competição internacional foi para Santikhiri Sonata, de Thunska Pansittivorakul. Já na competição nacional o premiado foi Viveiro, de Pedro Filipe Marques.
Nesta edição, além das secções competitivas e não competitivas habituais, o Doclisboa propos ainda uma retrospetiva de Jocelyne Saab e o ciclo Ascensão e Queda do Muro – O Cinema da Alemanha de Leste.

##### Palmarés 2019[3]
| Competição               | Prémio                                           | Filme                                                  | País de produção            |
| Competição Internacional | Grande Prémio                                    | Santikhiri Sonata, de Thunska Pansittivorakul          | Tailândia                   |
| ------------------------ | ------------------------------------------------ | ------------------------------------------------------ | --------------------------- |
| Competição Internacional | Prémio SPA                                       | Ne croyez surtout pas que je hurle, de Frank Beauvais  | França                      |
| Competição Internacional | Menção Especial                                  | Um Filme de Verão, de Jo Serfaty                       | Brasil                      |
| Competição Nacional      | Melhor Filme                                     | Viveiro, de Pedro Filipe Marques                       | Portugal                    |
| Competição Nacional      | Prémio do júri McFly SPF                         | Cerro dos Pios, de Miguel de Jesus                     | Portugal                    |
| Competição Nacional      | Prémio Escolas                                   | Três Perdidos Fazem um Encontrado, de Atsushi Kuwayama | Portugal                    |
| Verdes Anos              | Melhor Filme                                     | A Family Tale, de Natalia Ciepiel                      | Suécia                      |
| Verdes Anos              | Prémio especial do júri                          | The Rex Will Sail In, de Josip Lukic                   | Croácia                     |
| Verdes Anos              | Prémio Pedro Fortes para melhor filme português  | Rio Torto, de Mário Veloso                             | Portugal                    |
| Verdes Anos              | Menção Especial                                  | Simulacro, de Duarte Maltez                            | Portugal                    |
| Prémios transversais     | Prémio Fernando Lopes para melhor primeiro filme | Rio Torto, de Mário Veloso                             | Portugal                    |
| Prémios transversais     | Prémio Revelação / Primeira Longa-Metragem       | Serpentário, de Carlos Conceição                       | Portugal                    |
| Prémios transversais     | Prémio Curta-Metragem                            | Tribute to Judas, de Manel Raga Raga                   | Espanha, Bósnia Herzegovina |
| Prémios transversais     | Prémio do Público                                | Zé Pedro Rock’n’Roll, de Diogo Varela Silva            | Portugal                    |
| Prémios transversais     | Prémio Prática, Tradição e Património            | O Último Sonho, de Alberto Alvares                     | Brasil                      |

#### 2007
Em 2007, na sua quinta edição, o doclisboa apostou na capitalização do renovado interesse dos espectadores portugueses pelo documentário e conseguiu trazer às salas da Culturgest, do Cinema Londres e do Cinema São Jorge, um público muito numeroso e entusiasta. O documentário “foi assunto” e criou-se uma nova consciência da sua enorme riqueza, diversidade e potencialidades. O doclisboa apostou também na descoberta de novos territórios, na grande diversidade, e na vitalidade do cinema do real.
Em 2007, o filme de abertura foi o vencedor do Óscar para Melhor Documentário Taxi to the Dark Side, de  Alex Gibney.
Do seu programa, destaque para as actividades paralelas: masterclasses, debates, retrospectivas, encontros profissionais, acções pedagógicas, workshops, docs for kids e exposições.
33.000 espectadores | 150 filmes | 11 dias